# Лейонхувуд, Маргарита
Маргарита Лейонхувуд (швед. Margareta Eriksdotter Leijonhufvud; 1 января 1516, Грёфснёс, Вестра-Гёталанд — 25 августа 1551, Замок Тиннельсё, Сёдерманланд) — королева-консорт Швеции с 1536 по 1551 год, вторая супруга короля Швеции Густава I.

## Биография

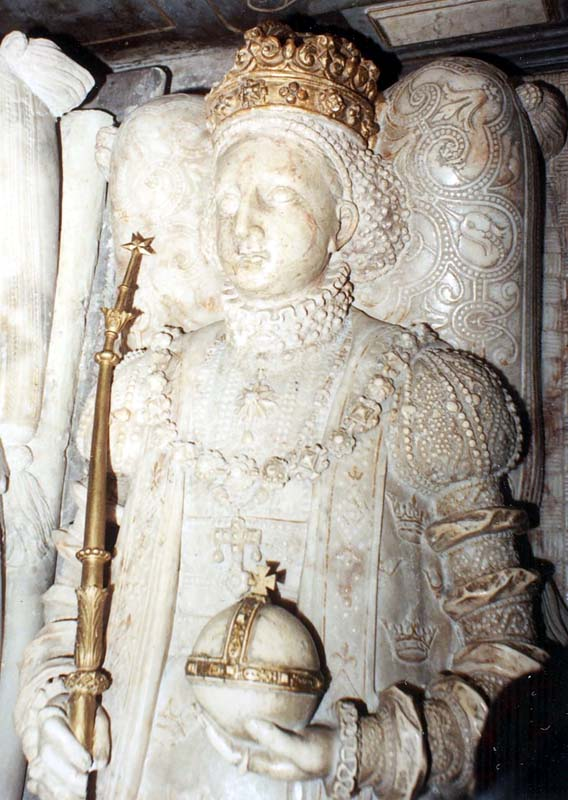
Эффигия королевы Маргариты Лейонхувуд.

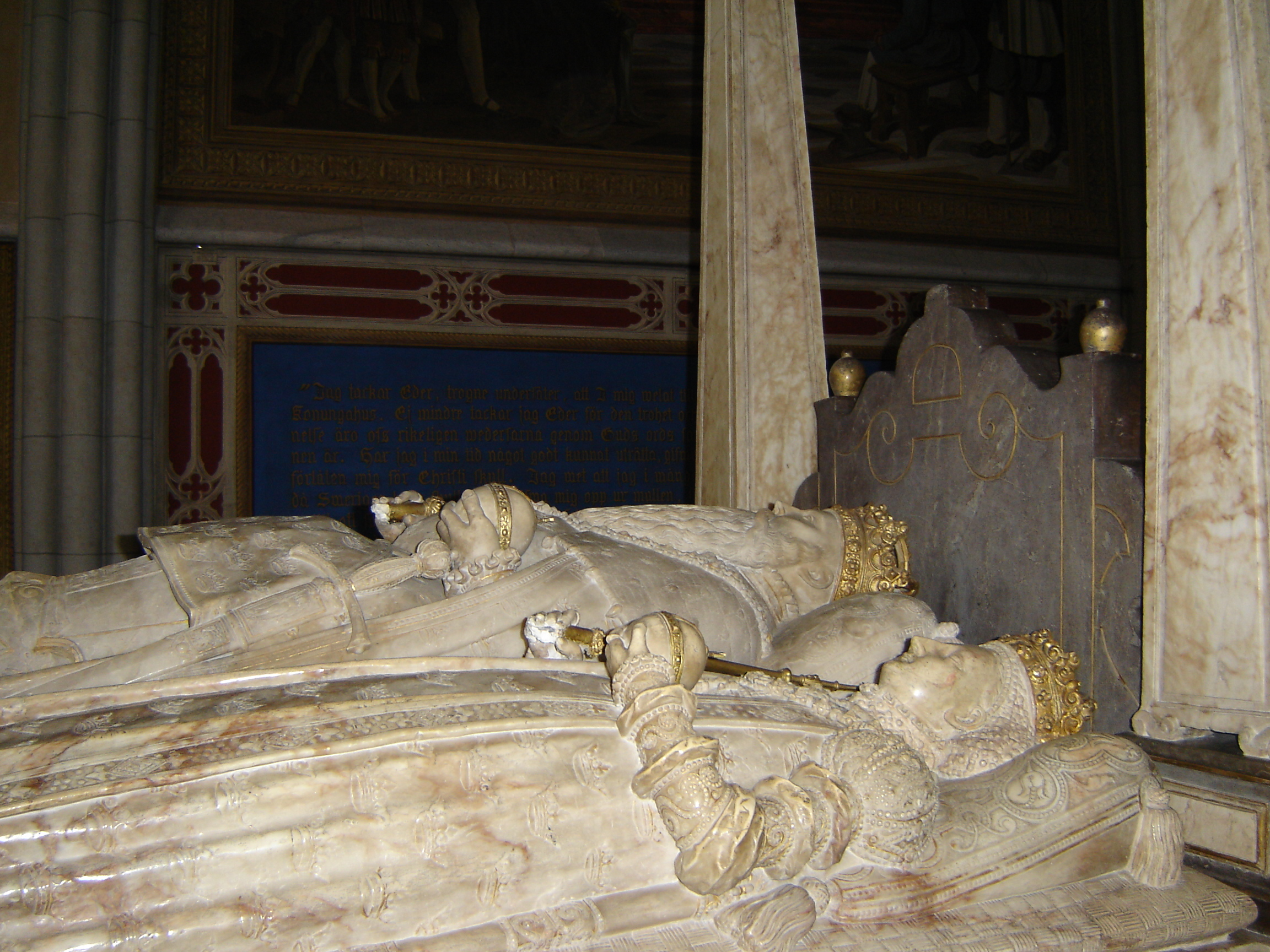
Надгробия Маргариты, Густава и его первой жены Екатерины (в отдалении) в Кафедральном соборе Уппсалы.

### Замужество
Маргарита Лейонхувуд была членом одной из самых влиятельных и знатных семей Швеции. Она была дочерью Эрика Абрахамссона Лейонхувуда, казнённого в кровавой бане в Стокгольме, и Эббы Эриксдоттер Вазы, родственницы короля. Она была помолвлена со Сванте Стуре, когда король решил жениться на ней после смерти своей первой супруги Екатерины Саксен-Лауэнбургской. Её семья разорвала помолвку ради брака дочери с королём; её жених женился на её сестре Марте Лейонхувуд.
В истории сохранились обстоятельства помолвки её сестры со Сванте. Король увидел свою молодую жену и её бывшего жениха Сванте Стуре вместе наедине, причём молодой человек стоял на коленях перед королевой. Король в ярости спросил: «Что здесь происходит?!», на что королева Маргарита быстро ответила: «Милорд Стуре просит у меня руки моей сестры!» На что король так же быстро ответил: «Разрешаю!» Таким образом, Сванте Стуре спешно женился на сестре королевы Марте Лейонхувуд. По всей видимости, королева Маргарита и Сванте Стуре больше никогда не делали ничего, что можно было бы считать неподобающим.
В первые годы их брака мать Маргариты, Эбба, играла такую доминирующую роль в королевском дворе, что даже король не осмелился противостоять своей тёще, однако её влияние не распространялось на политику.

### Королева Швеции
Маргарита описывалась умной и красивой женщиной. Брак считался счастливым и нет свидетельств, что король был ей неверен. Королеве Маргарите приписывают значительное влияние на монарха. Её влияние было подобающим для королевы-консорта — она говорила с королём от имени других людей. Она была очень активна в этом отношении и часто успешна, что признал сам Густав, когда сократил срок заключения по её просьбе. Однако она не использовала своё влияние для достижения каких-либо личных целей и не оказывала на него давления больше, чем это традиционно дозволялось для женщины её положения. Её поведение контрастировало с поведением королевы Гуниллы Юханссдоттер, которая вмешивалась в политику. Маргарита не считалась политически активной.
Маргарита имела способность контролировать темперамент монарха и действовала на него успокаивающе. Ей удавалось смягчать назначаемые мужем наказания, советовала ему проявить милосердие и снисходительность — всё это сделало её популярной в народе. Она делала пожертвования аббатству Вадстена, следуя примеру матери, которая была благотворительницей Вретского аббатства . Маргарита часто пользовалась услугами знахарки, крестьянской жены Бригитты Андерсдоттер, которую высоко ценила за её умения. Она часто её нанимала для ухода за своей сестрой Мартой и их детьми. Королева Маргарита посвятила свою жизнь домашним обязанностям и семейной жизни. Она оставалась католичкой всю свою жизнь, и ей было больно делать одежду и шторы из тканей, которые король конфисковал у католических монастырей.
Монарх доверял Маргарите. Он поручал ей надзирать за губернаторами королевских поместий, судебными приставами или феодалами, чтобы предотвратить злоупотребление властью, которое могло привести к политическим волнениям. В 1543 году он попросил её послать шпионов в Сёдерманланд, чтобы выяснить, правдивы ли слухи о планируемом там восстании. В начале 1540-х годов он поручил губернаторам королевских замков хранить их для неё от её имени, пока его сын не достигнет совершеннолетия; это была предосторожность на случай, если он умрёт, пока его наследник был ещё ребёнком. В своем приказе о наследовании 1544 года он заявил, что если он умрет, когда его преемник будет ещё несовершеннолетним, Маргарита должна стать регентом и править вместе с советом, состоящим из дворян.

### Смерть
Постоянные беременности Маргариты подорвали её здоровье. В августе 1551 года она и её дети совершили лодочную прогулку по Меларену между Грипсхольмом и Вестеросом, а после возвращения в замок она заболела пневмонией. Согласно летописи Эгидия Гирса, Маргарита на смертном ложе поблагодарила мужа за то, что он сделал её королевой, пожалела, что не была этого не достойна, и попросила своих детей не ссориться. Когда она умерла, король горько её оплакивал. Считается, что после её смерти случилось солнечное затмение.

## Дети
У Маргариты Лейонхувуд и Густава Вазы было десять детей: пятеро сыновей и пятеро дочерей. Двое сыновей умерли в младенчестве, а ещё двое стали королями Швеции.
1. Юхан III (1537—1592), герцог Финляндии, король Швеции (1567—1592)
2. Катарина (1539—1610), жена Эдцарда II, графа Восточной Фрисландии
3. Сесилия (1540—1627), жена Кристофа II, маркграфа Баден-Родемахерна
4. Магнус (1542—1595), герцог Вестанстона (западная часть Эстергётланда) и граф Даль (Дальсланд), психически болен
5. Карл (1544)
6. Анна (1545—1610), жена Георга Иоганна I, графа фон Фельденц
7. Стен (1546—1547)
8. София (1547—1611), жена Магнуса II, герцога Саксен-Лауэнбурга, который был племянником Екатерины Саксен-Лауэнбургской
9. Елизавета (1549—1597), жена Кристофа, герцога Мекленбурга
10. Карл IX (1550—1611), герцог Сёдерманланда, Нерке, Вермланда и северного Вестергётланда, регент Швеции (1599—1604), король Швеции (1604—1611)